# Beuda
Beuda è un comune spagnolo di 135 abitanti situato nella comunità autonoma della Catalogna.